# Kulkowanie (obróbka)
Kulkowanie – rodzaj obróbki plastycznej za pomocą narzędzia o kształcie kuli. Stosowane do zwiększenia twardości powierzchni przedmiotu, a także do zmniejszenia jej chropowatości.
Rozróżnia się 
1. kulkowanie naporowe, w którym do powierzchni obrabianego przedmiotu, obracającego się na tokarce dociska się kulkę, przesuwając ją wzdłuż obrabianego przedmiotu.
2. kulkowanie udarowo-tarczowe, w którym wykorzystuje się obrotową tarczę z kulkami swobodnie osadzonymi na jej powierzchni. Również w tym wypadku obrabiany przedmiot musi się obracać, a wirująca tarcza, uderzająca w przedmiot kuleczkami, jest przesuwana wzdłuż przedmiotu.
3. kulkowanie udarowo-strumieniowe (kuleczkowanie, śrutowanie) polega na skierowaniu na obrabianą powierzchnię strumienia kulek stalowych lub żeliwnych o średnicy od kilku dziesiątych milimetra do kilku milimetrów. Kuleczki mogą być wyrzucane za pomocą sprężonego powietrza lub wirnika. Prędkość kuleczek wynosi 50-180 m/s. Kuleczkowaniu można poddawać przedmioty o nieregularnym i skomplikowanym kształcie (części silników)[1].

Kulkowaniem można zwiększyć twardość o 10% (przy kuleczkowaniu) do 80% (przy kulkowaniu udarowo-tarczowym). Można osiągnąć 9 klasę chropowatości.